# Keith Greene
Keith Greene, britanski dirkač Formule 1, * 5. januar 1938, Leytonstone, London, Anglija, Združeno kraljestvo, † 8. marec 2021.
Med sezonama 1959 in 1962 je nastopil na petih dirkah v moštvu Gilby Engineering, toda nikoli se mu ni uspelo uvrstiti med dobitnike točk. Edino uvrstitev je dosegel na domači dirki za Veliko nagrado Velike Britanije v sezoni 1961, ko je zasedel petnajsto mesto z več kot šestimi krogi zaostanka za zmagovalcem.

## Popolni rezultati Formule 1
(legenda) (odebeljene dirke pomenijo najboljši štartni položaj, poševne pa najhitrejši krog, †-uvrščen kljub odstopu)
| Leto | Moštvo            | Šasija     | Motor       | 1   | 2   | 3   | 4   | 5      | 6       | 7       | 8   | 9   | 10  | Prv | Toč |
| ---- | ----------------- | ---------- | ----------- | --- | --- | --- | --- | ------ | ------- | ------- | --- | --- | --- | --- | --- |
| 1959 | Gilby Engineering | Cooper T43 | Climax L4   | MON | 500 | NIZ | FRA | VB DNQ | NEM     | POR     | ITA | ZDA |     | -   | 0   |
| 1960 | Gilby Engineering | Cooper T45 | Maserati L4 | ARG | MON | 500 | NIZ | BEL    | FRA     | VB Ret  | POR | ITA | ZDA | -   | 0   |
| 1961 | Gilby Engineering | Gilby 1961 | Climax L4   | MON | NIZ | BEL | FRA | VB 15  | NEM     | ITA     | ZDA |     |     | -   | 0   |
| 1962 | Gilby Engineering | Gilby 1962 | BRM V8      | NIZ | MON | BEL | FRA | VB     | NEM Ret | ITA DNQ | ZDA | JAR |     | -   | 0   |